# Röderland
Röderland est une commune allemande du sud du land de Brandebourg, dans l'arrondissement d'Elbe-Elster.

## Démographie
- Développement de la population dans les limites actuelles. -- Ligne bleue: Population; Ligne pointillé: Comparaison avec le développement de Brandebourg -- Fond gris: Période du régime nazie; Fond rouge: Période du régime communiste
- Évolution recente (ligne bleue) et prévisions sur l'effectif de résidents

| Année | Population |
| ----- | ---------- |
| 1875  | 2 267      |
| 1890  | 2 434      |
| 1910  | 2 900      |
| 1925  | 4 010      |
| 1933  | 4 702      |
| 1939  | 5 405      |
| 1946  | 6 964      |
| 1950  | 6 751      |
| 1964  | 5 929      |
| 1971  | 5 950      |

| Année | Population |
| ----- | ---------- |
| 1981  | 5 542      |
| 1985  | 5 545      |
| 1989  | 5 431      |
| 1990  | 5 400      |
| 1991  | 5 244      |
| 1992  | 5 149      |
| 1993  | 5 181      |
| 1994  | 5 149      |
| 1995  | 5 145      |
| 1996  | 5 166      |

| Année | Population |
| ----- | ---------- |
| 1997  | 5 172      |
| 1998  | 5 175      |
| 1999  | 5 104      |
| 2000  | 5 061      |
| 2001  | 5 011      |
| 2002  | 4 941      |
| 2003  | 4 844      |
| 2004  | 4 775      |
| 2005  | 4 705      |
| 2006  | 4 633      |

| Année | Population |
| ----- | ---------- |
| 2007  | 4 551      |
| 2008  | 4 477      |
| 2009  | 4 403      |
| 2010  | 4 358      |
| 2011  | 4 200      |
| 2012  | 4 161      |
| 2013  | 4 072      |
| 2014  | 3 990      |
| 2015  | 3 957      |
| 2016  | 3 915      |

| Année | Population |
| ----- | ---------- |
| 2017  | 3 897      |
| 2018  | 3 836      |

Röderĺand comprend les quartiers de Haida, Prösen, Reichenhain, Saathain, Stolzenhain, Würdenhain et Wainsdorf